# كيفن فريدريك
كيفن فريدريك (بالإنجليزية: Kevin Frederick)‏ هو لاعب كرة قاعدة أمريكي، ولد في 4 نوفمبر 1976 في إيفانستون في الولايات المتحدة.

## وصلات خارجية
- كيفن فريدريك على موقعبيزبول رفرنس.كوم (الدوري الرئيسي) (الإنجليزية)
- كيفن فريدريك على موقعبيزبول رفرنس.كوم (الدوري الثانوي) (الإنجليزية)
- كيفن فريدريك على موقع مشجعي الرسوم البيانية (الإنجليزية)